# Girasole (singolo)
Girasole è una canzone di Giorgia del 1999, estratta come singolo dall'album omonimo.

## Descrizione
È stata scritta da Adriano Pennino e la stessa Giorgia.